# Mihovica
Mihovica je naselje v Občini Šentjernej.

## Zgodovina
Pri Mihovici je nekoč stal dvorec Draškovec. Ime izvira iz stare plemiške družine Kauc. Nemško der - množina + Kauc narečno Derškauc. Velika verjetnost je, da je bil Draškovec prvotno mejna utrdba višnjegorsko - španhajmskih v bojih za kransko - ogrsko mejo (1125 - 1131) in kasneje prezidan v dvorec. Dvorec je imel tudi okroglasto grajsko kapelo sv. Ignacija. Leta 1966 so ga kljub nasprotovanju spomeniške službe podrli.